# Emma-gaala
Emma-gaala – gala fińskiego przemysłu fonograficznego, organizowana przez Musiikkituottajat – IFPI Finland w jej trakcie przyznawane są nagrody Emma lub Emma Muuvi. Wyróżnienia przyznano po raz pierwszy w 1983 roku. W latach 1988–1990 nie przyznano nagród. Do laureatów należą m.in. tacy wykonawcy: Lordi, Bomfunk MC’s, Sunrise Avenue, Jenni Vartiainen, Chisu, Anna Puu, The Rasmus, Stam1na, Children of Bodom oraz Nightwish.
Nagrody przyznawane są w dziewiętnastu kategoriach, w tym m.in.: Album hip-hopowy (Hiphop-albumi), Album rockowy (Rockalbumi), Album folkowy (Etnoalbumi) oraz Album popowy (Popalbumi). Ceremonia rozdania nagród transmitowana jest przez telewizję publiczną Yle.